# Камерунская баптистская конвенция
Камерунская баптистская конвенция (англ. Cameroon Baptist Convention) — баптистская христианская конфессия  со штаб-квартирой в Баменде, Камерун, в составе Всемирного баптистского альянса.

## История
Конвенция берет свое начало в британской миссии Баптистского миссионерского общества в Бимбии (англ. Baptist Missionary Society in Bimbia) в 1843 году, которую возглавлял ямайский миссионер Джозеф Меррик. В 1845 году в Дуалу прибыл английский миссионер Альфред Сейкер с женой. В 1849 году Сейкер основал баптистскую церковь «Вефиль». В 1931 году миссия перешла под контроль Североамериканской баптистской конференции. В 1954 году была официально основана «Камерунская баптистская конвенция».  Согласно переписи, опубликованной конвенцией в 2023 году, в ней насчитывалось 228 507 членов и 1535 приходов. 

## Школы
Конвенция патронирует 19 начальных школ, 12 средних школ, 4 института профессиональной подготовки. Под управлением конвенции так же находится богословский институт — «Камерунская баптистская теологическая семинария», основанная в 1947 году в Нду, Камерун.

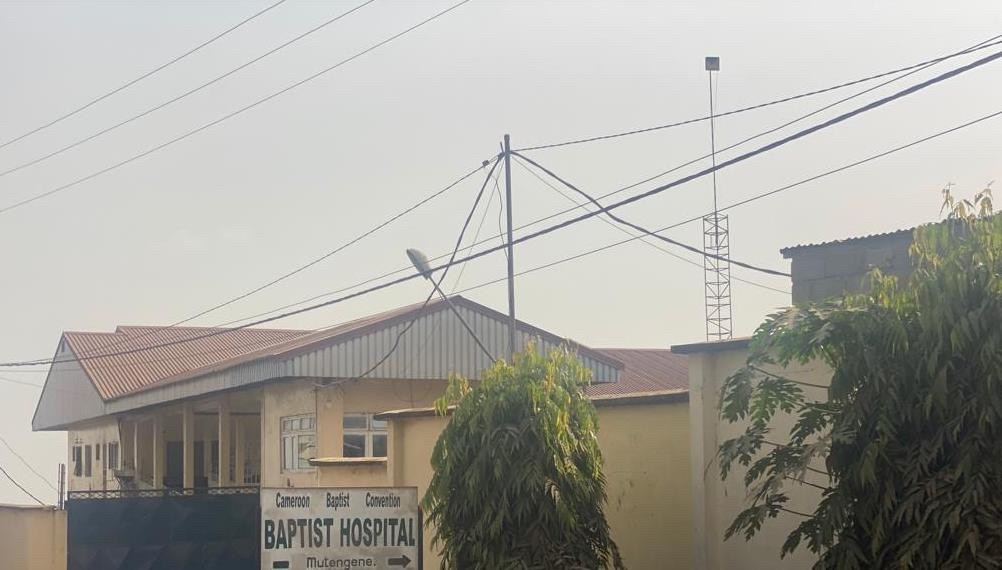
Баптистская больница Мутенгене (Тико, Камерун).

## Организации здравоохранения
В состав конвенции входят 8 больниц и 34 медицинских центра. 

## Внешние ссылки
- Официальный веб-сайт